# Kaldadalsvegur
Der Kaldadalsvegur  ist eine Hauptstraße im Hochland im Westen von Island.
Er beginnt am Uxahryggjavegur , wo dieser von Westen kommend nach Süden Richtung Þingvellir abbiegt.
Der Kaldadalsvegur führt nach Norden.
Der Skjaldbreiðarvegur  führt zum gleichnamigen Schildvulkan und weiter zum Kjalvegur .
Weiter nördlich verläuft er zwischen dem Gletscher Þórisjökull (1350 m) und dem Vulkan Ok, der seit 2014 keinen Gletscher mehr trägt.
Nach Osten zweigt der Langjökulsvegur  ab, auf dem man nach 8 km den Rand des Gletschers Langjökull erreichen kann.
Am nördlichen Ende des Kaldadalsvegur führt der Hvítársíðuvegur  nach Osten führt zunächst eine Brücke über die Hvítá und weiter z. B. zur Surtshellir und Stefánshellir.
Nach Westen führt der Hálsasveitarvegur  zu den Wasserfällen Barnafoss und Hraunfossar und nach 31 km ebenfalls auf die Borgarfjarðarbraut .
Vor dem 1. Januar 2020 begann der Kaldadalsvegur am  Þingvallavegur  im Nationalpark und war um 23 km länger.
Dieser asphaltierte Teil trägt jetzt wieder den Namen Uxahryggjavegurs .
Das Kaldidalur, nach dem diese Straße benannt ist, liegt zwischen den Þórisjökull und dem Ok.
Die Straße steigt bis auf eine Höhe von 720 m an und auf ihrer 63 km Länge sind keine Flüsse zu furten.
Als kürzeste Hochlandroute, die schon lange frei von Flussdurchfahrten ist, wird sie daher auch „Hochland für Anfänger“ genannt.
Die Strecke ist auch mit einem normalen PKW befahrbar, wenn auch teilweise mit Schwierigkeiten. (Hinweis: Ob das auch mit Leihfahrzeugen zulässig ist, legen die Firmen fest.)
Für den Kaldadalsvegur gibt es eine Wintersperre (Ófært) sowie ein Fahrverbot bei der Schneeschmelze. Die Strecke wurde in den letzten Jahren zwischen dem 1. Juni und 7. Juli, meist um den 7. Juni wieder freigegeben.